# Myersina
A Myersina a csontos halak (Osteichthyes) főosztályának a sugarasúszójú halak (Actinopterygii) osztályába, ezen belül a sügéralakúak (Perciformes) rendjébe, a gébfélék (Gobiidae) családjába és a Gobiinae alcsaládjába tartozó nem.

## Rendszerezés
A nembe az alábbi 9 faj tartozik:
- Myersina adonis Shibukawa & Satapoomin, 2006
- Myersina crocata (Wongratana, 1975)
- Myersina filifer (Valenciennes, 1837)
- Myersina lachneri Hoese & Lubbock, 1982
- Myersina macrostoma Herre, 1934 - típusfaj
- Myersina nigrivirgata Akihito & Meguro, 1983
- Myersina papuanus (Peters, 1877)
- Myersina pretoriusi (Smith, 1958)
- Myersina yangii (Chen, 1960)